# Чиказький блюз
Чикаго-блюз (англ. Chicago blues) — це форма блюзу, яка була розроблена в Чикаго, штат Іллінойс. Він заснований на більш ранніх блюзових ідіомах, таких як дельта-блюз, але виконаний в міському стилі.

## Історія
Чикаго-блюз спирається на дельта-блюз, тому що багато виконавців мігрували з Міссісіпі. Гаулін Вулф, Мадді Вотерс, Віллі Діксон і Джиммі Рід народилися в штаті Міссісіпі та переїхали до Чикаго, під час Великої міграції. Літтл Волтер, Сонні Бой Вільямсон II та Біг Волтер Гортон були серед найвідоміших виконавців на гармоніці раннього блюзу Чикаго, а звучання електричних інструментів і гармоніки часто розглядається як основна характеристика електричного блюзу Чикаго 
Мадді Вотерс та Елмор Джеймс стали відомі завдяки своєрідному використанню слайд-гітари. Гаулін Вулф та Мадді Вотерс мали глибокі «хриплі» голоси. Басист та композитор Віллі Діксон зіграв важливу роль для розвитку Чикаго-блюзу. Він написав безліч «блюзових стандартів», серед них «Hoochie Coochie Man», «I Just Want to Make Love to You», «Wang Dang Doodle», «Spoonful» і «Back Door Man».

### Вест-сайд-блюз
Наприкінці 1950-х у Чикаго виник так званий вест-сайд-блюз (англ. West Side - Західна Сторона) на чолі з Меджик Семом, Джиммі Докінсом, Меджиком Слімом та Отісом Рашом. Клуби, розташовані на Вест-сайді були доступнішими для білої аудиторії, проте виконавці були в основному афроамериканцями. Вест-сайд-блюз включав елементи блюз-року, але з великим акцентом на «стандарти» та традиційний блюз. Альберт Кінг, Бадді Гай та Лютер Еллісон виконували вест-сайд-блюз з домінуванням посиленої електрогітари.